# Dezső Pattantyús-Ábrahám
Dezső Pattantyús-Ábrahám de Dancka (Uzhhorod, condado de Ung, 10 de julio de 1875-Budapest, 25 de julio de 1973) fue un político conservador húngaro que fungió como primer ministro y ministro provisional de Finanzas del segundo Gobierno contrarrevolucionario de Szeged durante un mes en 1919. Su Gobierno nombró a Miklós Horthy comandante supremo del Ejército Nacional.

## Origen
Nació en una antigua familia noble. La familia Pattantyús utilizaba el nombre «Ábrahám» desde el siglo XVII. Miguel Apafi I, príncipe de Transilvania, les otorgó el título de «danckai». Sus padres fueron László Ábrahám y Erzsébet Király. Su hermano menor era el escritor Ernő Pattantyús-Ábrahám.

## Parlamentario y secretario de Estado
Fue miembro de las Cortes húngaras entre 1906 y 1918 como diputado de Karcag. Más tarde, fue nombrado secretario de Estado del Ministerio de Justicia en el gabinete de Mihály Károlyi. Negoció la emancipación de las minorías nacionales con los dirigentes nacionalistas rumanos en Arad como miembro del comité presidido por Oszkár Jászi.

## Gobiernos contrarrevolucionarios
Durante la República Soviética Húngara se mudó a Szeged. Fue el primer ministro del tercer Gobierno contrarrevolucionario formado en esta localidad. Su Gobierno nombró a Miklós Horthy comandante supremo del Ejército Nacional. Durante el gobierno de Károly Huszár, fue secretario de Estado del Ministerio del Interior. Después se retiró temporalmente de la política.

## Periodo de entreguerras y Segunda Guerra Mundial
Trabajó como abogado entre 1920 y 1944. Durante este periodo, se presentó repetida pero infructuosamente a las elecciones parlamentarias. En noviembre de 1944, miembros del Partido de la Cruz Flechada lo encerraron en Sopronkőhida y más tarde pasó a Alemania. Regresó a Hungría en 1945.

## Posguerra y últimos años
Después de su vuelta, fundó el Partido Húngaro de la Libertad. Regresó como diputado a la Asamblea Nacional nuevamente en 1947, tras veinte años ausente de la cámara. Tachado de ultraderechista, se le expulsó del partido en 1949. Abandonó su escaño y se retiró de la política ese mismo año. 
Se le arrestó en Tarcal en 1951. En 1957 se le amonestó por haber creado el Partido de la Libertad durante la Revolución húngara de 1956. Trabajó como abogado hasta 1958. Debido a sus contactos con diplomáticos estadounidenses y británicos, fue nuevamente amonestado por la policía en 1967. Los servicios de espionaje húngaros dejaron de vigilarle dos años antes de su muerte. Falleció en Budapest a la edad de 98.